# オークランド (ニュージーランド)
- 世界 > オセアニア > ポリネシア > ニュージーランド > 北島_(ニュージーランド) > オークランド地方 > オークランド (ニュージーランド)

オークランド（英: Auckland, 英語発音: [ˈɔːklənd], マオリ語: Tāmaki-makau-rau、漢字表記「奧克蘭」）は、ニュージーランド北島北部に位置するニュージーランド最大の都市。オセアニア有数の世界都市でありポリネシア地域最大の都市でもある。都会でありながら周辺に変化に富む自然環境を持っている。

## 概要
かつてニュージーランドの首都であった歴史を持ち、ニュージーランドの人口の3割強が居住している。地域人口の40％は海外出身者が占めるグローバル都市である。また、世界最大のポリネシア人の居住人口を抱える都市である。
2010年のオークランド市の人口は約45万人であった。2010年にニュージーランドの地方行政区画の改革によって7つの自治体が統合され、広域都市オークランド地方が発足した。2011年の域内人口は約149万人であったが、2020年には約165万人に増加した。
商業地区は中心業務地区以外に北部のノースショアや南部のマヌカウなどにも分散している。市内にはオークランド国際空港とオセアニア地域有数の商業港湾であるオークランド港が所在し、ニュージーランド最大の貿易拠点となっている。
海に面した地形から海上交通が栄え「City of Sails（シティ・オブ・セイルズ、和訳例: 帆の街）」の愛称で呼ばれる。ヨットやボートなど小型船舶の登録数は約14万隻で人口比では世界最大。オークランドに居住する3軒に1軒の割り合いで小型船舶を保有している。
マオリ語名はTāmaki Makaurau（ターマキ・マカウラウ）であるが、Aucklandの読みをマオリ語化したĀkarana（アーカラナ）という名称もあり、ヨット名や地元の団体名などで使われている。なお、日本語のカタカナ表記では米国カリフォルニア州のオークランド (Oakland) と当市とは同じになってしまうため、当市を「NZオークランド」、米国のそれを「USオークランド」と表記する場合がある。

## 歴史

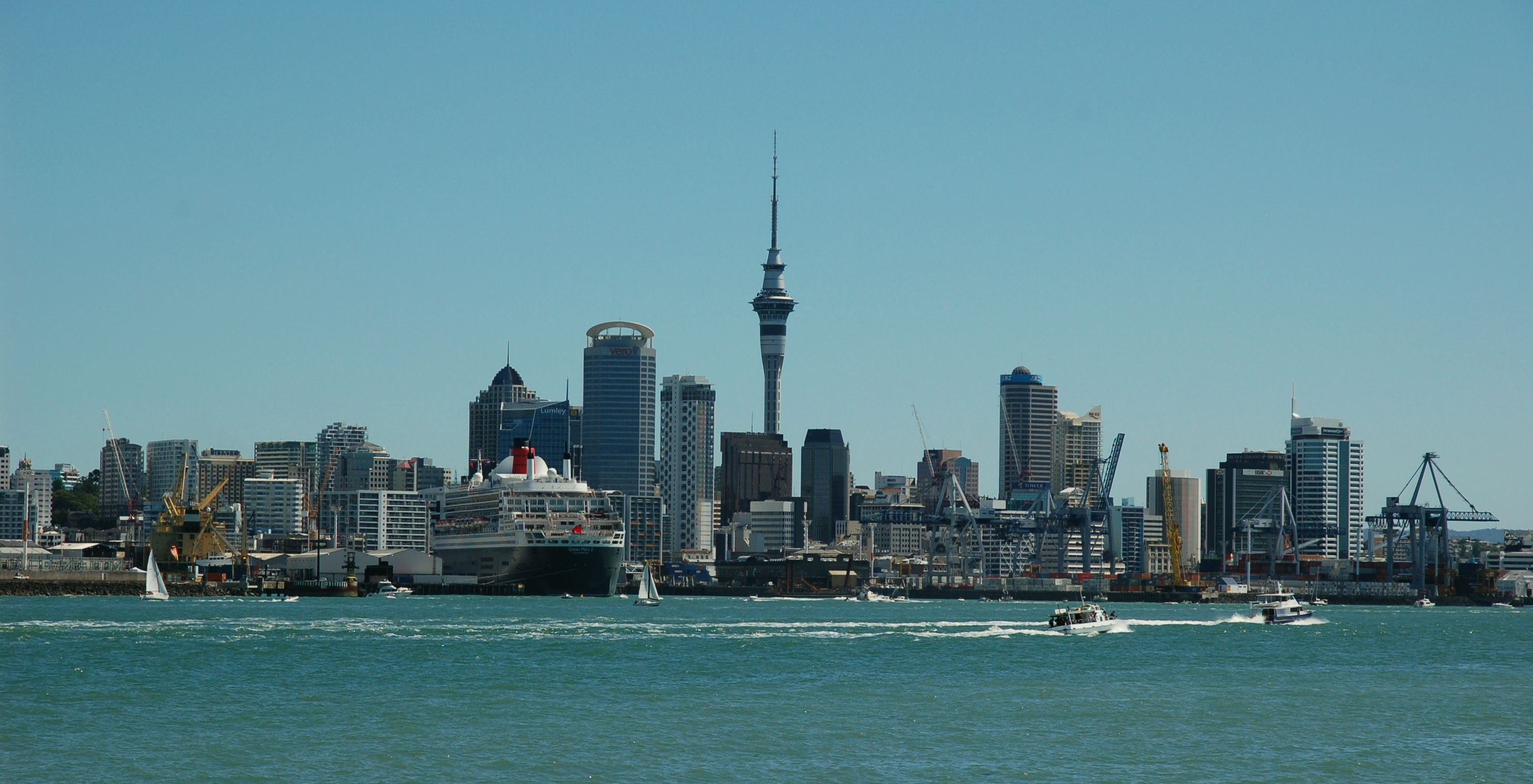
対岸から見たオークランド中心部

1350年ごろ、肥沃なこの一帯の地峡に先住民のマオリが住み始めた。マオリは主に火山の頂上付近に要塞化された村を建設していった。当時のマオリの人口は2万人ほどであったと推計されている。やがてニュージーランド北島では火器が戦闘で用いられるようになり、種族間の均衡が崩れ、こうした新兵器を所持できなかった部族は海岸部から山間部へと逃れた。ヨーロッパからの入植が始まった19世紀の時点で、今日のオークランドの地には比較的少数の先住民が残っていただけであった。
1820年、オークランドの地に初めて足を踏み入れたのは、ニュージーランドで初めてキリスト教布教をしたイギリスの宣教師サミュエル・マーズデンである。1769年にイギリスの探検家ジェームズ・クックがエンデバー号でワイテマタ湾を通過したものの、オークランド周辺には上陸しなかったためである。1832年、オタゴ地方のジョセフ・ブルックス・ウェラーがオークランド周辺の土地を購入、1839年9月からはヨーロッパ人の入植が始まり、翌年1840年2月6日にはマオリ族とイギリス政府が「ワイタンギ条約」を締結して、正式にニュージーランドがイギリスの植民地となった。 この時、イギリス海軍のウィリアム・ホブソンがニュージーランドの初代総督となった。オークランドの町が建設された土地はマオリから総督のホブソンへ友好の証として寄贈された。ホブソンはワイテマタ湾の南岸に大型船が停泊できることを見つけ、そこを1841年にニュージーランドの首都と定めてオークランドと名づけた。この名前は、当時インド総督を務めていた政治家の初代オークランド伯爵ジョージ・イーデンに由来している。1842年にはラッセルから政府機関の移転も行われたが、ポート・ニコルソン（現在のウェリントン）のほうが地理的に首都に適している、という意見は当時でも多かった。
1865年に首都はウェリントンへと移された。第二次世界大戦がおわった1945年以降、太平洋諸島の数多くの人々が移住し、1996年にはオークランドの人口が100万人を突破した。
2020年3月、国内で新型コロナウイルス感染者が確認されると、政府によりオークランドは各都市とともにロックダウンが行われた。同年5月に入り、感染は抑え込まれたとしてロックダウンは解除されたが、同年8月には再び感染者数が増加。オークランドは3週間にわたり再びロックダウンが行われた。

## 地理

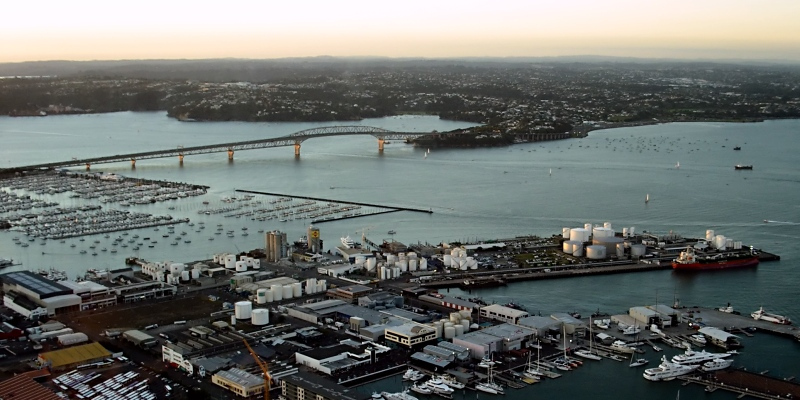
ワイテマタ湾のオークランド・ハーバー・ブリッジ

東に太平洋に続くハウラキ湾、南東に低いフヌア山脈、南西に浅瀬の入り江であるマヌカウ湾、西から北西はワイタケレ山脈がある。タスマン海のマヌカウ湾と太平洋のワイテマタ湾の間の狭い地峡に都市が広がっている。この地峡は最狭部は2kmもない。
オークランドは活火山であるオークランド単性火山群が分布している。この火山群は玄武岩質のマールやタフリング、火砕丘などの53の単性火山から構成されており、最古の噴火は約25万年前、最新の噴火はランギトト島の約600年前である。最近の噴火ほど1イベントの噴出量が多くなる傾向があり、最新のランギトト島の噴火では約2.3km3のマグマが噴出した。この量は火山群全体の噴出量の約6割にあたる。海岸には流れた溶岩も多く見られる。

## 気候
海洋性気候で、ケッペンの気候区分では西岸海洋性気候(Cfb)に属す。ニュージーランドの主要都市では最も温暖で年間の日照時間は2060時間を越える。年間を通じて早朝、地峡から穏やかな海風が入り心地よい朝を楽しむ人々の姿が見られる。車の保有率が極めて高いことから浮遊粒子状物質による大気汚染も問題になってきている。
| オークランドの気候              | オークランドの気候 | オークランドの気候 | オークランドの気候 | オークランドの気候 | オークランドの気候 | オークランドの気候 | オークランドの気候 | オークランドの気候 | オークランドの気候 | オークランドの気候 | オークランドの気候 | オークランドの気候 | オークランドの気候 |
| 月                              | 1月                | 2月                | 3月                | 4月                | 5月                | 6月                | 7月                | 8月                | 9月                | 10月               | 11月               | 12月               | 年                 |
| ------------------------------- | ------------------ | ------------------ | ------------------ | ------------------ | ------------------ | ------------------ | ------------------ | ------------------ | ------------------ | ------------------ | ------------------ | ------------------ | ------------------ |
| 平均最高気温 °C （°F）          | 23.3 (73.9)        | 23.7 (74.7)        | 22.4 (72.3)        | 20.0 (68)          | 17.4 (63.3)        | 15.2 (59.4)        | 14.5 (58.1)        | 15.0 (59)          | 16.2 (61.2)        | 17.8 (64)          | 19.6 (67.3)        | 21.6 (70.9)        | 18.9 (66)          |
| 平均最低気温 °C （°F）          | 15.3 (59.5)        | 15.8 (60.4)        | 14.6 (58.3)        | 12.3 (54.1)        | 10.0 (50)          | 8.0 (46.4)         | 7.1 (44.8)         | 7.6 (45.7)         | 8.9 (48)           | 10.5 (50.9)        | 12.1 (53.8)        | 13.9 (57)          | 11.3 (52.3)        |
| 降水量 mm （inch）              | 75 (2.95)          | 65 (2.56)          | 94 (3.7)           | 105 (4.13)         | 103 (4.06)         | 139 (5.47)         | 146 (5.75)         | 121 (4.76)         | 116 (4.57)         | 91 (3.58)          | 93 (3.66)          | 91 (3.58)          | 1,240 (48.82)      |
| 平均月間日照時間                | 229                | 201                | 180                | 162                | 142                | 111                | 140                | 144                | 149                | 181                | 187                | 225                | 2,060              |
| 出典：NIWA Science climate data |                    |                    |                    |                    |                    |                    |                    |                    |                    |                    |                    |                    |                    |

## 交通

### 鉄道
オークランドの鉄道の中心となっているのが、ブリトマート駅である。2003年に旧オークランド駅の機能を移転して開業した。4本の近郊線の始発駅となっている。駅に周りにはバスターミナルやフェリーターミナルが隣接しており、全体として「ブリトマート交通センター」とよばれている。

### フェリー
フラーズ・グループの運営によって、オークランドからハウラキ湾内各地へ旅客フェリーが運航されている。2007年の乗客は約420万人にのぼる。

### 空港
ニュージーランド最大のオークランド国際空港は、南部のマヌカウ港 (Manukau Harbour) の埋立地に位置する。

### 道路
ニュージーランド・ステートハイウェイ1号が市内を南北に縦断している。

## 観光
- スカイタワー - 南半球で一番高く、328m。
- オークランド博物館 - ニュージーランドを代表する大規模な博物館である。
- オークランド美術館 - ニュージーランドで最大の収蔵作品数の美術館である。
- イーデン・パーク - ニュージーランド最大のスタジアム。ラグビーやクリケットの試合が行われる。
- イーデン山（標高196m） - 街の中心部に程近いところに火山の跡があり、頂上には噴火口の跡が残っている。
- オークランド・シビック・シアター - オーストラレーシア最大の現存するムード映画館。1929年竣工。
- ハウラキ湾（英語版）でのホエールウォッチング

## テレビ番組と映画の撮影作品
- パワーレンジャーシリーズ - 2003年以降[2][3]

## 姉妹都市
- ロサンゼルス（アメリカ合衆国）
- ブリスベン（オーストラリア連邦）
- 広州市（中華人民共和国）
- 大阪市（日本・大阪府）
- 福岡市（日本・福岡県）アメリカのオークランドとも姉妹都市提携している
- 富岡町（日本・福島県）
- 宇都宮市（日本・栃木県）※1982年2月24日・旧マヌカウ市と姉妹都市提携
- 台中市（中華民国）
- 釜山広域市（大韓民国）
- 品川区（日本・東京都）
- 加古川市（日本・兵庫県）※1992年旧ワイタケレと姉妹都市提携